# جان وینسنت
جان وینسنت (انگلیسی: John Vincent; ۱ ژانویهٔ ۱۷۶۴ – ۲۱ ژانویهٔ ۱۸۴۸) پرسنل نظامی اهل جمهوری ایرلند بود.